# 平繁かなえ
平繁 かなえ（ひらしげ かなえ、1969年2月7日 - ）は、あいテレビ（itv）アナウンサー。広島県呉市出身。

## 略歴
広島県立呉昭和高等学校を経て、安田女子大学卒業後、広島で1年半フリーアナウンサーを務める。
1992年10月、開局にあわせてあいテレビに入社。主にローカルニュース担当。
産休・育休取得後の2004年4月に夕方のニュース「NEWSキャッチあい」キャスターとして職場に復帰し、2017年9月まで務める。
2015年7月から2017年9月まで、「よるマチ!」に出演した。
2018年4月から2019年3月まで「金曜ほのボーノ」、2019年4月からは「木曜ほのボーノ」に出演している。

## 人物

### 趣味
フリーマーケットめぐり、ハワイアンフラ

### 資格
英検2級、利き酒師と焼酎アドバイザー（SSI認定）、ワインコーディネーター（全日本ソムリエ連盟認定）

### 好物・苦手
好物:ウニ、イクラ、フレンチトースト
苦手:セロリ、レバー

### 家族・親戚
2003年4月生まれの娘がいる。ブログには時々娘の話が出ていて、愛情を注ぐ様子がうかがえる。
元プロサッカー選手で、現在はサンフレッチェ広島のアカデミー普及部のコーチ平繁龍一は、平繁のいとこの息子。

### エピソード
かつては地上デジタル放送推進大使も務めていたが、40歳を過ぎたこと、母親であることなどもあり、ブログによると現在県内各局の似た境遇にあるアナウンサーとその名も“アナログマドンナ”会を結成しているという。
5年間伸ばして腰まであった髪を2018年末にカットしヘアドネーションした。

## 現在の担当番組
- ITVニュース

## 過去の担当番組
- ビッグモーニング
- ハナマル調査団
- フレッシュ!
- おはようクジラ
- 特盛鴻上丼
- よるマチ!（2015年7月6日-2017年9月27日）
- キャッチあい（-2017年9月）
- えひめの食 食べて応援!旬なイッピン
- 金曜ほのボーノ（2018年4月6日 -2019年3月）MC[9]

他多数